# Caseron Marques de Camachos

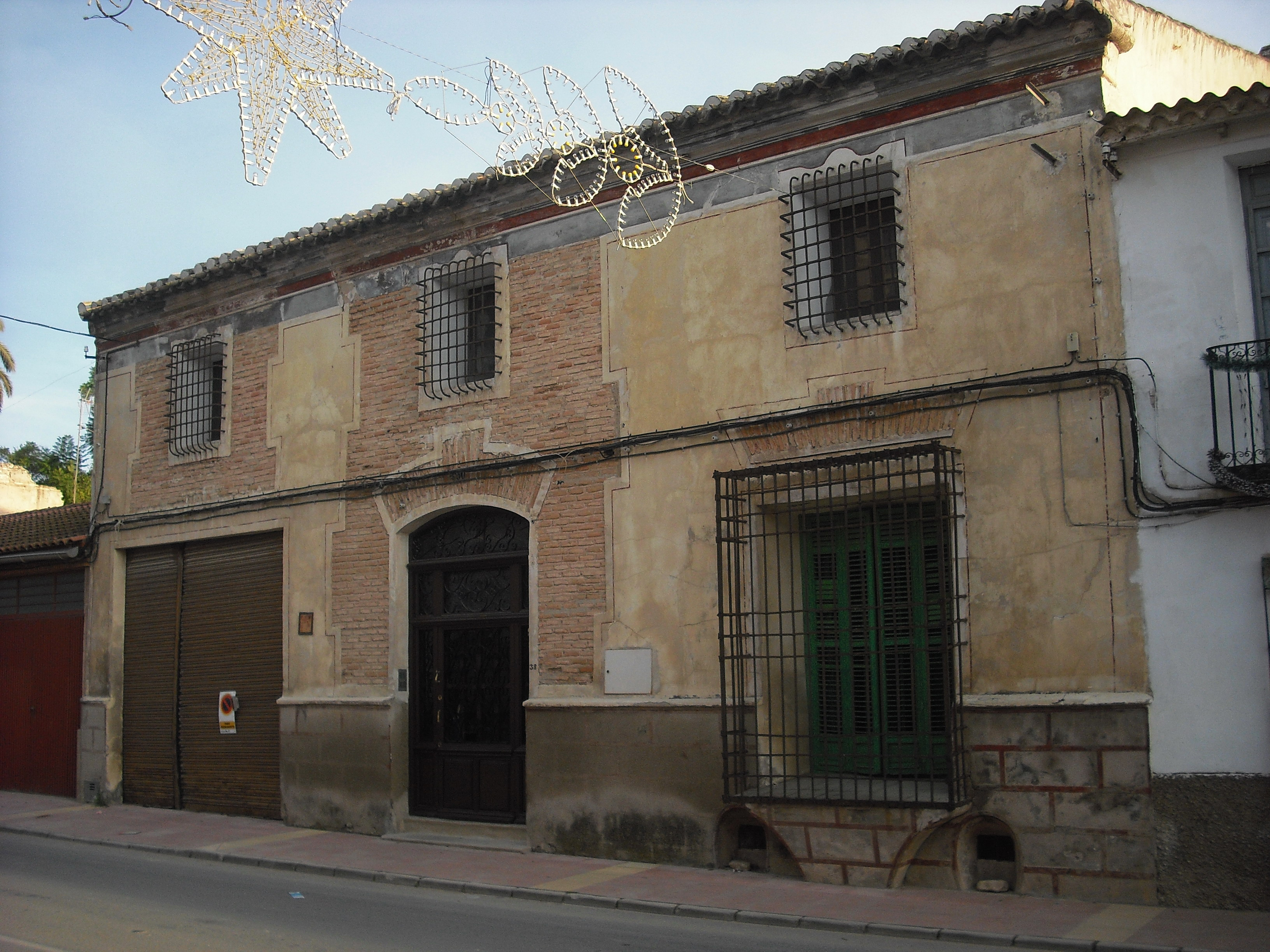
Framsidan av Caseron Marques de Camachos.

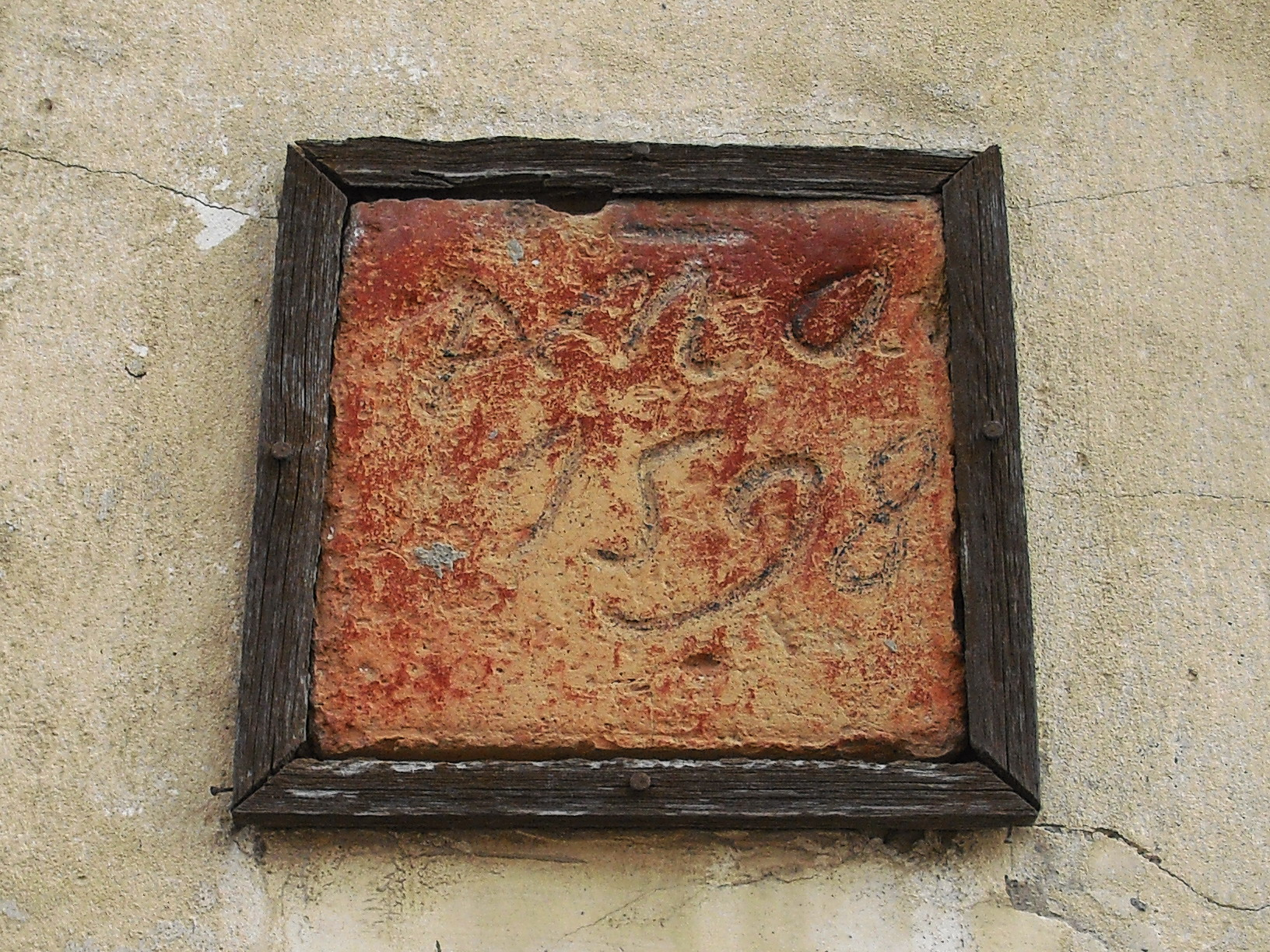

Caseron Marques de Camachos är en herrgård som ligger i byn Libriella, Murcia, Spanien. Byggnaden byggdes 1874 och är ett lokalt landmärke. Gården har Pedro Pagan y Ayuso, som dog i Librilla den 19 februari 1909 och var borgmästare i Murcia. Han  härstammade från den aristokratiska  familjen som gav namn åt torget Camachos Murcia.